# Melodiebass
Melodiebass (auch MIII  oder Manual-III-Bass oder auch B.B. - Baritonbass) ist ein Klaviatursystem für die linke Seite (Bassseite) eines Akkordeons und ermöglicht im Gegensatz zum weit verbreiteten Stradella-Bass-System das tonhöhenrichtige Melodiespiel.
Melodiebasssysteme in verschiedensten Formen wurden bereits vor dem 20. Jahrhundert patentiert und gebaut, aber es fehlte der Markt für derartige Instrumente. Ein früher Prototyp von Mathias Bauer befindet sich etwa im Wiener Technischen Museum.
In Musikhochschulen und bei klassischen Konzert-Akkordeonisten spielt der Melodiebass inzwischen eine größere Rolle als der gewöhnliche Stradella-Bass. Im laienmusikalischen Bereich ist er aber kaum vertreten.

## Tonumfang und Technik
Das System verfügt nicht über Akkordknöpfe (Begleiter), sondern lässt nur das Spielen eines Tones pro Knopf zu. Der Tonumfang beträgt bis zu 5 Oktaven mit bis zu 58 Einzeltönen.
Akkordeons, die ausschließlich mit Melodiebass (engl. Freebass) ausgerüstet wurden, sind recht selten. So ist entweder der Melodiebass dem Stradella-Bass vor- bzw. hinterlagert oder man kann mechanisch zwischen beiden Systemen umschalten (sogenannter Konverterbass).
In den 1940er bis 70er Jahren wurden die amerikanischen Manufakturen dazu gedrängt, ein duales Melodiebasssystem zu designen, um voneinander unabhängige Melodielinien in der linken Hand zu ermöglichen. Das Design des Akkordeonisten John Serry senior beispielsweise verwendet zwei chromatische Knopfklaviaturen mit einem Gesamtumfang von dreieinhalb Oktaven, wovon eine nur mit dem Daumen gespielt wird.

## Tastenbelegung

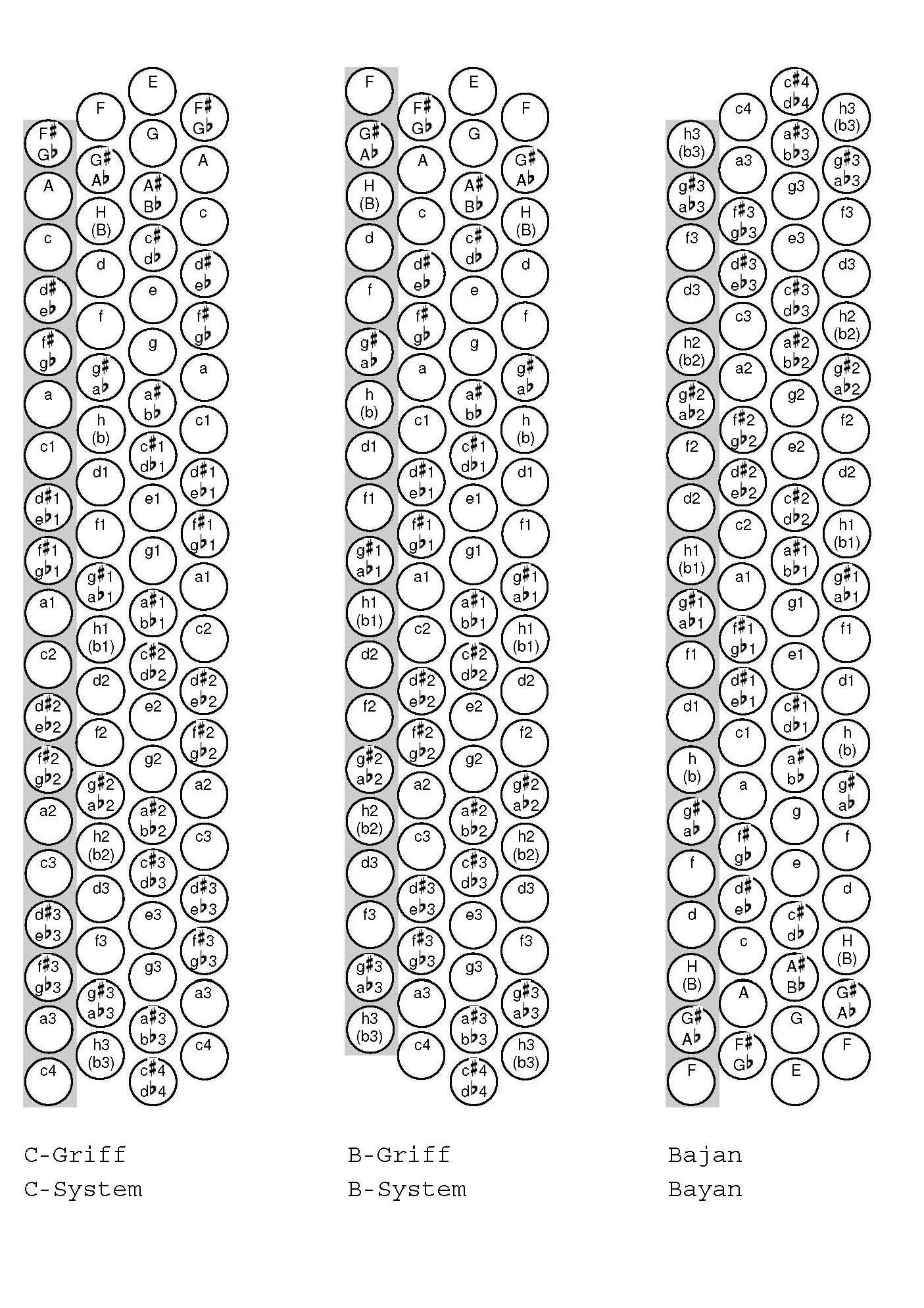
C-Griff, B-Griff und B-Griff russisch (Bajan) im Vergleich. Die Wiederholungsreihe (grau hinterlegt) ist bei vorgelagertem M III meist nicht vorhanden.

Die Tastenbelegung ist identisch mit der Anordnung beim Chromatischen Knopfakkordeon, im Vergleich dazu allerdings spiegelverkehrt. Auch beim Melodiebass gibt es das C-Griff- (C in der äußersten Reihe, Halbtonschritte steigen in Richtung Balg auf) und B-Griff-System (H in der äußersten Reihe, Ganztonschritte steigen in Richtung Balg auf). Bei der europäischen Bauweise werden die Tasten von oben nach unten höher. Bei der Bajan-Bauweise ist die Anordnung gespiegelt, sodass unten die tiefsten Töne liegen (H in der äußersten Reihe, Ganztonschritte in Richtung Balg).
Wie auf der rechten Seite (Diskant) kann auch beim Melodiebass die Klangfarbe durch Register verändert werden. Üblich sind jedoch nur 2 Chöre (8′ und 4′ oder auch vereinzelt 8′ und 8′ (doppelt)). Bei Bajan-Modellen ggf. auch 3 Chöre: 8′, 4′ und 2′ oder auch 8′, 8′ (doppelt) und 2′ und – wie bei der Orgel – verschiedene Spielhilfen.